# کاپلای دولتی کر جمهوری آذربایجان
کاپلای دولتی کر جمهوری آذربایجان (ترکی آذربایجانی: Azərbaycan Dövlət Xor Kapellası) یک گروه کر آذربایجانی است که در سال ۱۹۶۶ به تأسیس رسیده و تابع تالار دولتی فیلارمونیک آکادمیک جمهوری آذربایجان می‌باشد.

## اطلاعات کلی
رپرتوار کاپلای دولتی کر جمهوری آذربایجان دربرگیرنده بیش از هزار اثر آهنگ‌سازان آذربایجانی و خارجی همچون یوهان سباستیان باخ، ولفگانگ آمادئوس موتسارت، جوزپه وردی، کارل ارف، ایگور استراوینسکی، واصف آدیگوزلف، «محمد قلی‌اف» و … و همچنین آهنگ‌های محلی و نمونه‌های مختلف موسیقی کر است. اعضای کاپلا در تعداد زیادی از جشنواره‌ها و رویدادهای فرهنگی شوروی و بین‌المللی با میزبانی آذربایجان و کشورهای دیگر حضور داشته‌اند.

## رهبران
- «الدار نوروزاف»، خادم هنر افتخاری آذربایجان، اولین مدیر و رهبر ارکستر کاپلا بود
- «گلباجی ایمانوا»، پروفسور و هنرمند خلق آذربایجان، از سال ۱۹۹۶ مدیریت هنری و رهبری ارکستر کاپلا را به عهده دارد[۳]